# Eén-elektronreductor
Een een-elektronreductor is in de organische chemie een reagens dat in staat is om één elektron, meestal van een metaal, over te dragen op een organische verbinding. De term wordt gebruikt om onderscheid te maken tussen echte organische reacties of andere vormen van reductie, bijvoorbeeld met hydride, waarbij altijd deeltjes met twee elektronen betrokken zijn.
De eerste tussenstap in een een-elektronreductie is vaak de vorming van een radicaal anion dat vervolgens deelneemt aan een volgreactie. In de Birch-reductie bijvoorbeeld bestaat de tweede stap van de reactie uit het onttrekken van een proton aan een alcohol. De reductie van alkynen in het systeem vloeibare ammoniak en natrium verloopt op vergelijkbare wijze. Het in eerste instantie gevormde radicaal-anion onttrekt een proton aan ammoniak onder vorming van een vrij radicaal. Een tweede één-elektronreductie, ook gevolgd door protonabstractie, leidt uiteindelijk tot het alkeen.
Omdat veel reacties waarbij een-elektronreductie een rol speelt, koppelingsreacties zijn, worden deze vaak aangeduid als reductieve koppelingsreacties:
- In de Wurtz-reactie dimeriseren twee intermediaire radicalen in een koppelingsreactie.
- Op vergelijkbare wijze reageert aceton tot pinacol aan magnesium-amalgaam in de pinacolkoppeling.
- In de acyloincondensatie worden twee carbonzuren gekoppeld tot een α-hydroxyketon.
- In de Clemmensen-reductie van ketonen tot alkanen met zink-amalgaam is het intermediair een organozinkcarbenoïde.

Elektronrijke organische moleculen zoals tetrakis(dimethylamino)etheen (TDAE) zijn effectieve een-elektronreductoren waarmee de anionen van benzylische alkylhalides gemaakt kunnen worden:
Buiten de organische chemie kan de een-elektronredoxpotentiaal gebruikt worden als maat voor de elektronenaffiniteit van een deeltje. Zo geldt voor de reactie
{\displaystyle \mathrm {O_{2}\ +\ e^{-}\longrightarrow \ O_{2}^{-}} }
een E°-waarde van 1,07(1) eV.